# بداه ولد البصيري
 بُدّاه ولد البصيري (1919م - 7 مايو 2009م) هو الشيخ محمدّو الملقب بُدّاهْ ابن محمدّو بن حبيب بن أحمدّو بن البُصَيْري التندغي علامة ومفتي ومن أبرزعلماء موريتانيا. قام بإمامة أول جمعة في البلاد بعد الاستقلال.

## ولادته
ولد الشيخ بداه عام (1338هـ - 1919م)، في منطقة الترارزة في الجنوب الغربي الموريتاني، بعد أربعة أشهر من وفاة والده، وتولى تربيته جده لأمه العلامة محمد ولد حبيب الرحمن، الذي أشرف على رعايته وتعليمه.

## حياته العلمية
بدأ حياته العملية بحفظ القرآن مبكرا وهو دون التاسعة من عمره، كما أخذ العلوم على جم كبير من العلماء من بينهم الشيخ أحمدو ولد أحمذيه الذي أخذ عليه علوم القرآن والتفسير، وظل إلى أيامه الأخيرة في الدنيا يثني عليه ويقول ’’ذلك شيخي أحمدو..من مثل أحمد في العلماء..’’ كمأ أخذ على الشيخ المختار ولد ابلول العلامة المصلح والداعية الشهير، كما أخذ على الشيخ محمد سالم ولد ألما والشيخ محمد عالي ولد عدود، والشيخ سيدي الفالي ولد محمودا، وعرف الشيخ منذ شبابه بالورع والصرامة في الحق والدفاع عن السنة والحرص على نشر الخير والدفاع عن الدعاة إلى الله.
وفي سنة 1957 م نزل الشيخ بداه ولد البصيري أن ’’ ييسر الله له منزلا في الحضر يقرأ فيه كتبه ’’ ويروي تلاميذ الشيخ أنه في إحدى رحلات البدو بين روصو ونواكشوط نزل الشيخ في قرية لكصر التي كانت مساكن قليلة جدا، وأمام إلحاح من ساكنة لكصر وتهديدهم باللجوء إلى القضاء لثني الشيخ بداه عن الرحيل عنهم أقام الشيخ محظرته ومسجده لينطلق من بيت صغير من الطين إشعاع محظرة وتاريخ علم من أعلام الإسلام والمسلمين.
وانطلق الشيخ يدرس ويفتي ويصلح بين الناس، وكان يحب طلابه غاية الحب ويأسف كلما غادر أحد الطلاب المحظرة، قبل أن يستكمل النظام الدراسي القديم، كما حافظ على دروسه العامة وخصوصا درس التفسير الذي بدأه في مساجد البادية، عندما أجازه شيخه العلامة أحمدو ولد أحمذيه في التفسير والقرآن، وكان يولي درس التفسير عناية خاصة، ورغم موسوعيته الفائقة، فقد كان يقوم بالتحضير للدرس، وظل محافظا عليه إلى سنواته الأخيرة في نواكشوط قبل أن يقعده المرض.
درس الشيخ كل فنون المعرفة الشرعية فقها وتفسيرا ولغة ومنطقا وبلاغة، وكان مدينة علم مسورة بالإيمان والإحسان وكان صورة طبق الأصل من الرعيل الأول، فيه تدفق مالك وموسوعيته ونحو ابن مالك وفصاحته وبلاغته، وفيه من البخاري ومسلم الصحيحان والمسانيد، وكان إمام الحرمين في الأصول والعز بن عبد السلام في الصدع بالحق.وكان الجنيدي وعبد الله بن المبارك في الموسوعية والعلم والعبادة والربانية وكان أب الدعاة إلى الله ومأواهم وإمامهم، فالشيخ فقيد الإسلام وفقيد الوطن ورحيله خسارة لمئات السنين من علم الشناقطة، وآلاف المجلدات من العلوم والفنون والمعارف.

## مواقف في الحق
عرف عن الشيخ بداه صدعه بالحق ودفاعه عن المظلوم فيه ولايزال الجميع يتذكر خطبه الصادعة بالحق أيام طغيان العقيد معاوية ولد الطايع، ووقوفه الصريح في وجه كثير من المخططات التي تواجه هوية البلد ودينه والعمل الإسلامي بشكل عام.

عهد على قول الحق..
يروي تلاميذ الشيخ بداه أنه أخذ على الرئيس الأسبق المختار ولد داداه العهد على أنه يتركه يصدع بما يرى أنه الحق، ورغم ذلك فقد ظلت خطب الشيخ تغيظ بعض أطراف الحكم آنذاك، وقد استدعي أكثر من مرة للمساءلة من قبل القائمين على التوجيه الإسلامي وكان رده دائما’’ إما أن تتركوني أقول ما أراني الله أو أترك لكم المنبر’’.
وحينما اشتعلت حرب الصحراء، اعتبرها الشيخ فتنة بين المسلمين، وعلى عكس بعض الفقهاء الذين قالوا إن قتلى الجيش الموريتاني شهداء لايغسلون ولا يكفنون كان الشيخ بداه يقول ’’ إن الحزم عكس ذلك غسلوهم وكفنوهم وصلوا عليهم’’.
وقفة ضد العلمانية
ويتذكر الجميع مواقفه الصارمة ضد محاولات الأنظمة السياسية وبعض النخب الثقافية والسياسية في البلد لتمرير بعض المراسيم والنظم التي رأى فيها الشيخ بداه خطرا على الهوية الثقافية للبلد.
ومن الأمثلة في ذلك وقوفه الصارم ضد دستور 1982 م المخالف للشريعة الإسلامية، حيث كان العلامة ضمن عدد من الأئمة والعلماء وقادة التيار الإسلامي حينها حجر العثرة الأبرز التي أدت إلى سقوط الدستور المذكور الذي يوصف بأنه دستور علماني جدا.
وقبل ذلك عندما استنكر الإمام مجزرة النظام السوري ضد الإخوان المسلمين في حماه،احتج السفير السوري في موريتانيا على خطبة الإمام بداه، ليقوم وزير الإعلام آنذاك بعقد اجتماع مصغر ضم رئيس الدولة المقدم محمد خونه ولد هيداله، الذين أبلغوا الشيخ احتجاجهم على الخطبة واعتبارها خروجا على سياسة الدولة، الأمر الذي أغضب الشيخ بداه وخاطب ولد هيدالة قائلا ’’ أنا لا أخاف منك ولامن غيرك وإذا كنت ستتحكم فيما أقول وما أرى فخذ المنبر، ودعني أذهب لشأني’’ وخرج الشيخ مغضبا.
ويروي مقربون من الشيخ كيف رد على رسالة رئيس الدولة حينئذ تحذره من ’’خطر الإسلاميين على البلاد’’ رد الشيخ بداه قائلا ’’ إن الإسلاميين خير للبلاد من الشيوعيين، وسيرى رئيس الدولة مصداق ذلك ’’.
وكما رفض الشيخ البصيري الإفتاء بأن قتلى حرب الصحراء شهداء رفض أيضا الإفتاء بأن منفذي المحاولة الانقلابية 16 مارس 1981 م محاربون، رافضا إصدار فتوى عامة في شأن المحاربين، وينقل بعض المقربين من الشيخ حواره الساخن مع رئيس اللجنة العسكرية حينئذ الذي غضب من موقف الشيخ فرد عليه بداه ’’ لن أفتي بما تريدون..العسكر مثل كلاب الفلاة كلما اجتمع ثلاثة أكلوا واحدا منهم، ولن أفتي فتوى عامة حتى يأتي كل متغلب فيقتل صاحبه ويقول إنه محارب’’.

ضد التطبيع والديكتاتورية
بعد الإطاحة بولد هيدالة ووأد مشروع تطبيق الشريعة وظهور نظام سياسي جديد لم يخف الشيخ بداه عدم ارتياحه للنظام الجديد وخصوصا الإشارات التي بدأ ولد الطايع يصدرها تجاه قضايا اعتبرها الشيخ مركزية في صون هوية البلد وسمته العام ولم يكن الشيخ يخفي استياءه مما يعتبره وجها من أوجه العلمانية الصارخة في البلاد تمثله خطوات عديدة لولد الطايع، ورغم ذلك حافظ الشيخ على وسطيته وعلاقته الأبوية بالجميع، رافضا أن يكون طرفا في أي صراع أو أن يمرر النظام السياسي مواقفه من خلال منبر الشيخ أو مواقفه.
ووقف الشيخ بشكل صارم ضد احداث89 1989 م ،وأكد موقف الإسلام من الاقتتال بين المسلمين، داعيا إلى التوحد ونبذ الخلاف.
ولاحقا عندما شن النظام الطائعي حملته سنة 1994 م على الإسلاميين وقف الشيخ بداه وقفة صارمة ضد الاعتقالات مؤكدا ’’أن الإخوان المسلمين لايقتلون النفس التي حرم الله ولايزنون، وأنهم برآء من كل ما يرمون به’’ ولم تقف جهود الشيخ عند هذا الحد بل بذل النصح للنظام الطائعي وطالبه بإطلاق سراح الأئمة المعتقلين.
ومع بداية التطبيع أحس الشيخ بداه بخطر كبير على الهوية الثقافية للبلد، وكان يؤكد لطلابه أنه لم يعد يطيق أرضا ترفرف فيها راية إسرائيل.

اطلاع واسع
بحسب طلاب الشيخ فقد كان قارئا نهما وتشهد المكتبة الضخمة للشيخ بذلك، حيث قل أن يخلو كتاب في المكتبة من حواش وتعليقات للشيخ بداه، ويؤكد هؤلاء أنه قرأ فتاوي ابن تيمية وهي 35 جزء وسجل تعليقاته واستدراكاته على هوامش كل الأجزاء.
كما اهتم الشيخ بداه بالناتج الفكري الإسلامي المعاصر وكان يعبر عن إعجابه الشديد بالإمام حسن البنا وفكره الإصلاحي ويؤكد تلاميذه أن الشيخ قرأ رسالة التعاليم للإمام البنا وأعجب بمضامينها، كما كان يطلب من تلاميذه أن يقرؤوا عليه مذكرات الإمام البنا وكتب الشيخ سعيد حوى ويعتبرهما من خيرة المؤلفين، وتزخر مكتبة الشيخ بداه بعشرات الكتب التي تعالج قضايا الفكر الإسلامي.
حرب ضد البدعة والتقليد
خاض الشيخ بداه حربا شعواء ضد ’’الفقهاء الجامدين’’ وخصوصا أولئك الذين انتقدوا عليه إقامة صلاة الجمعة، وكان يرد على الجميع بأدب جم وعلم وافر مؤكدا أنه إنما يرد من خلال الوحيين وعليهما يبني رؤيته وفقهه ومقاصده، وبين تقليد جامد وتجديد يلغي الفقه وتراث العلماء وقف الشيخ بداه مؤسسا معالم فقه تجديدي يعيد للمدرسة المالكية ألقها ونضارتها وبهاءها.
وتشهد مؤلفات الشيخ بداه المتعددة، تعدد معارفه وموسوعيته على ذلك الجهد الكبير في مجال التأصيل ورد الفروع إلى الوحيين، كل ذلك في أدب جم يحسن الربط بين النص وتفسيره ورأي العلماء فيه.
ربانية وارفة الظلال

حافظ الشيخ بداه على برنامج تربوي وتدريسي متميز، مكن الآلاف من أبناء موريتانيا من الاستفادة من علمه الجم ومن تواضعه العظيم ومن إبائه ووقوفه في الحق.
ويؤكد خلص طلابه على أنه ظل محافظا طوال حياته على ورد قرآني صارم حيث يتلو بصوت عذب كل صباح قبل أن يصلي الفجر سبعة أحزاب من القرآن، وظل يحافظ على هذه الورد إلى آخر أيامه.
كما كان الشيخ يقف عند مقاصد القرآن ويبصر عظمة الله في كتابه ’’فقد بكى عندما قال ’’فاشهدوا وأنا معكم من الشاهدين ’’فبكى لأنه أحس معنى الشهود أما الآخرون فكانوا يبكون عند ذكر اسم النار والحديث عن حسيسها’’ يقول أحد طلاب الشيخ.

أحب الشيخ بداه الله والإسلام فقذف الله محبته في قلوب الناس ووضع له القبول في الأرض، فكان مثالا للرجل الصالح سيرة وسريرة ومثالا للإمام العلامة.
فعلى ضريحه المبارك السلام والرحمة وعلى جدثه الطيب شآبيب الغفران ومامات من ترك وراءه ذكرا طيبا كالذي ترك الشيخ بداه ورحل إلى قمة عالية من الإيمان والإخلاص والإحسان كتلك التي قدم الشيخ بداه.
وله ولمثله وهو قليل ينشد الدهر والناس والفقه والفقهاء
قضى ’’ابن البصيري’’حين لم يبق مشرق
ولامغرب إلا له فيما مــادح
وبزفرات المكلوم إلى بقية الأبيات
فما أنا من رزء وإن جل جازع
ولابسرور بعد موتك فارح